# Romeu Pellicciari
Romeu Pellicciari (Jundiaí, Brasil, 26 de marzo de 1911-São Paulo, Brasil, 15 de julio de 1971), más conocido como Romeu, fue un futbolista brasileño que jugaba como delantero.

## Selección nacional
Fue internacional con la selección de fútbol de Brasil en 13 ocasiones y convirtió 3 goles, todos ellos anotados en la Copa del Mundo de 1938, donde su selección obtuvo el tercer lugar.
Fue el segundo jugador brasileño con mayor G+A en la campaña de Brasil en la Copa Mundial de Fútbol de 1938. Anotando tres goles y dando tres asistencias en cuatro partidos, sólo detrás de Leônidas da Silva, que marcó siete goles y dio tres asistencias.

### Participaciones en Copas del Mundo
| Mundial                        | Sede    | Resultado    | Partidos | Goles | Asistencias |
| ------------------------------ | ------- | ------------ | -------- | ----- | ----------- |
| Copa Mundial de Fútbol de 1938 | Francia | Tercer lugar | 4        | 3     | 3           |

## Clubes
| Club               | País   | Año       |
| ------------------ | ------ | --------- |
| União São João     | Brasil | 1928-1929 |
| Palestra Itália-SP | Brasil | 1930-1934 |
| Fluminense         | Brasil | 1935-1942 |
| Palmeiras          | Brasil | 1942      |
| Comercial-SP       | Brasil | 1943-1944 |
| Palmeiras          | Brasil | 1945-1947 |

## Palmarés

### Campeonatos regionales
| Título                   | Club               | País   | Año  |
| ------------------------ | ------------------ | ------ | ---- |
| Campeonato Paulista      | Palestra Itália-SP | Brasil | 1932 |
| Torneo Río-São Paulo     | Palestra Itália-SP | Brasil | 1933 |
| Campeonato Paulista      | Palestra Itália-SP | Brasil | 1933 |
| Campeonato Paulista      | Palestra Itália-SP | Brasil | 1934 |
| Campeonato Carioca (LCF) | Fluminense         | Brasil | 1936 |
| Campeonato Carioca       | Fluminense         | Brasil | 1937 |
| Campeonato Carioca       | Fluminense         | Brasil | 1938 |
| Campeonato Carioca       | Fluminense         | Brasil | 1940 |
| Campeonato Carioca       | Fluminense         | Brasil | 1941 |
| Campeonato Paulista      | Palmeiras          | Brasil | 1942 |
| Campeonato Paulista      | Palmeiras          | Brasil | 1947 |

### Distinciones individuales
| Distinción                              | Año  |
| --------------------------------------- | ---- |
| Máximo goleador del Campeonato Paulista | 1934 |